# كفاءة فاراداي
في الكيمياء الكهربائية ، كفاءة فاراداي (وتسمى أيضًا محصول فاراداي ، أو كفاءة التيار ) تصف الكفاءة التي يتم بها نقل الشحنة ( الإلكترونات ) في نظام عملي يسهل التفاعل الكهروكيميائي . كلمة "فاراداي" هنا في هذا المصطلح لها جانبان مترابطان: أولاً، الوحدة التاريخية للشحنة وهي فاراداي (F)، ولكن تم استبدالها منذ ذلك الحين بالكولوم (C)؛ وثانيًا، يرتبط ثابت فاراداي ( F ) بالشحنة بالنسبة إلى كمية المادة بـــالـ مول والإلكترونات ( كمية المادة ). تم فهم هذه الظاهرة في الأصل من خلال عمل مايكل فاراداي وتم التعبير عنها في قوانين التحليل الكهربائي .

## مبدأ التحليل الكهربائي

رسم تخطيطي للتحليل الكهربائي للماء H2O لإنتاج الهيدروجين والأكسجين.